# Niccolò Pisilli
Niccolò Pisilli (Rome, 23 september 2004) is een Italiaans voetballer die bij voorkeur als centrale middenvelder speelt. Hij speelt bij AS Roma.

## Clubcarrière
Pisilli werd geboren in Rome en kwam op achtjarige leeftijd in de jeugdopleiding van AS Roma terecht. In november 2022 tekende hij zijn eerste profcontract. Op 6 mei 2023 debuteerde hij in de Serie A tegen AC Milan. Op 14 december 2023 scoorde Pisilli zijn eerste treffer in zijn Europese debuut in de UEFA Europa League tegen Sheriff Tiraspol.

## Interlandcarrière
Op 4 oktober 2024 werd hij door bondscoach Luciano Spalletti voor het eerst opgeroepen voor Italië. Zes dagen later debuteerde hij tegen België.